# ハッセルトの戦い (1831年)
ハッセルトの戦い（ハッセルトのたたかい、英語: Battle of Hasselt）はベルギー独立革命の十日戦争中、1831年8月8日におきた戦闘。数で大幅に上回られたベルギーのマース方面軍の敗北に終わった。

## 経過
オランダ軍は3個師団でベルギー軍を包囲しようとした。このときのオランダ軍は撤退するとマーストリヒトをベルギー軍の反攻に晒されてしまうため、撤退ははなから選択肢になかった。
ベルギー軍は人数でオランダ軍に上回られ、大砲もほとんどなかったため、オランダ軍の1個師団をハッセルトの外れにあるクーリンゲンという小さな町に攻撃させつつ、ハッセルトにもいくらか軍を残すことでトンゲレンへ撤退するための時間を稼ごうとした。その間にもオランダ軍の騎兵の追撃が続き、コルテッセムでベルギー軍がいくつかの大砲を配置するとオランダ軍は追撃をやめたが、ベルギーのマース方面軍は大混乱に陥っており、残りの反乱軍はオランダ軍の包囲を突破してリエージュまで逃走した。
ベルギー軍は捕虜400人のほか、おびただしい損害を受けたが、オランダ軍の損害は少なかった。